# Collocalia uropygialis
Espèce
Collocalia uropygialis est une espèce d'oiseaux de la famille des Apodidae.

## Répartition et sous-espèces
Selon la classification de référence du Congrès ornithologique international (15.1, 2025) cet oiseau est représenté par deux sous-espèces :
- Collocalia uropygialis uropygialis Gray, 1866 — Vanuatu et îles Salomon (Utupua et Vanikoro) ;
- Collocalia uropygialis albidior Salomonsen, 1983 — Nouvelle-Calédonie.

## Systématique et taxinomie
Cette espèce jusqu'en 2017 était considérée comme une sous-espèce de Collocalia esculenta.